# Gréta Varga
Gréta Varga (19 de diciembre de 2003) es una deportista de Hungría que compite en atletismo. Ganó una medalla de plata en el Campeonato Europeo de Atletismo Sub-20 de 2021, en la prueba de 3000 m obstáculos.